# Rhinella paraguas
Rhinella paraguas é uma espécie de anfíbio anuro da família Bufonidae. Está presente na Colômbia. A UICN classificou-a como pouco preocupante.